# Mirko Jozić
Mirko Jozić (Trilj, 8. travnja, 1940.) hrvatski je nogometni trener, izbornik i bivši nogometaš.
Kao trener, osvojio je s jugoslavenskom omladinskom reprezentacijom (do 18 godina) Europsko prvenstvo 1979. godine, a s mladom reprezentacijom (do 20 godina) Svjetsko nogometno prvenstvo 1987. u Čileu. U postavi su mu tada, između ostalih, igrali igrači Zvonimir Boban, Davor Šuker, Igor Štimac, Robert Jarni i Robert Prosinečki.
S hrvatskom reprezentacijom se kvalificirao, te sudjelovao na SP 2002.
Godine 1984. dobio je Trofej podmlatka, najvišu nagradu Hrvatskog nogometnog saveza.
Godine 2011. dobitnik je Nagrade Matija Ljubek Hrvatskog olimpijskog odbora za životno djelo.

## Trofeji

#### Naslovi prvaka
- FIFA Svjetsko U-20 prvenstvo u Čileu 1987.:
  - Jugoslavija U-20
- Čileansko prvenstvo:
  - 1990. Colo Colo
  - 1991. Colo Colo
  - 1993. Colo Colo

#### Osvojeni kupovi
- Copa Libertadores:
  - 1991. Colo Colo
- Recopa Sudamericana:
  - 1992. Colo Colo
- Copa Interamericana:
  - 1992. Colo Colo
- Azijski Kup pobjednika kupova:
  - 1997. Al-Hilal